# Coupe de La Réunion de football 2016-2017
Navigation
Édition précédente Édition suivante
La Coupe de La Réunion de football 2016-2017 est la 50e édition de la compétition.

## Changements

### Tours préliminaires
Plusieurs matchs sont joués lors des tours préliminaires. Seuls seront indiqués les 32e de finale avec les clubs D1R et de D2R.

## Trente deuxièmes de finale
| Division | Club                | Résultat    | Club               | Division | Lieu                                        | Date, heure            |
| -------- | ------------------- | ----------- | ------------------ | -------- | ------------------------------------------- | ---------------------- |
| (D2D)    | CS Saint-Gilles     | 1-0         | CS Dynamo          | (D2D)    | Stade Grand Fonds, Saint-Gilles             | Samedi 17/09 - 20h00   |
| (D2R)    | AFC Halte là        | 4-1         | AM Chaloupe        | (D3D)    | Stade Youri-Gagarine, La Possession         | Samedi 17/09 - 20h00   |
| (D2D)    | ASC Corbeil         | 3-2         | FC Panonnais       | (D2D)    | Stade Corbeil, Saint-Paul                   | Samedi 17/09 - 20h00   |
| (D1R)    | Saint-Pauloise FC   | 2-3ap       | US Sainte-Marienne | (D1R)    | Stade Paul-Julius-Bénard, Saint-Paul        | Samedi 17/09 - 20h00   |
| (D2R)    | JCV Saint-Pierre    | 2-0         | JS Bois de Nèfles  | (D2D)    | Stade Joffre Labenne, Saint-Pierre          | Samedi 17/09 - 20h00   |
| (D2D)    | AEFC Ouest          | 1-2         | ACS Redoute        | (D2D)    | Stade Jean-Pierre Sabiani, Saint-Paul       | Samedi 17/09 - 20h00   |
| (D2D)    | ES Etang Salé       | 4-0         | Tampon FC          | (D2D)    | Stade Gilbert Delgard, L'Étang-Salé         | Samedi 17/09 - 20 h 00 |
| (D1R)    | SDEFA               | 4-0         | ASC Monaco         | (D2D)    | Stade de la Redoute, Saint-Denis            | Samedi 17/09 - 20h00   |
| (D2D)    | Charles de Foucauld | 2-3ap       | OCSA Léopards      | (D2R)    | Stade Souprayenmestry, Saint-Paul           | Dimanche 18/09 - 13h45 |
| (D2R)    | CO Saint-Pierre     | 1-0         | SC Bellepierre     | (D2D)    | Stade Michel-Volnay, Saint-Pierre           | Dimanche 18/09 - 15h00 |
| (D2D)    | AS Plate            | 2-3         | FC Bagatelle       | (D2R)    | Stade le Plate, Saint-Leu                   | Dimanche 18/09 - 15h00 |
| (D2D)    | JS Bras Creux       | 1-1, 4-1tab | AS Grand Fond      | (D2R)    | Stade Bras Creux Le Tampon                  | Dimanche 18/09 - 15h30 |
| (D2D)    | FC 17e Km           | 0-1         | AS Saint-Philippe  | (D2D)    | Stade du 17e Km, Le Tampon                  | Dimanche 18/09 - 15h30 |
| (D3D)    | Sainte-Rose FC      | 0-1         | JS Piton Saint-Leu | (D1R)    | Stade Thérésien Cadet, Sainte-Rose          | Dimanche 18/09 - 15h30 |
| (D2D)    | FC Parfin           | 2-0         | AS Bretagne        | (D2R)    | Stade Soune-Seyne, Saint-André              | Dimanche 18/09 - 16h00 |
| (D2D)    | Juniors Dionysiens  | 0-4         | FC Ylang           | (D3D)    | Stade Saint-Michel, Saint-Denis             | Dimanche 18/09 - 16h00 |
| (D2D)    | Pierrefonds Sports  | 0-1         | AJ Petite-Île      | (D2R)    | Stade Joffre Labenne, Saint-Pierre          | Dimanche 18/09 - 16h00 |
| (D1R)    | Saint-Denis FC      | 12-0        | OF Entre Deux      | (D3D)    | Stade Jean-Ivoula, Saint-Denis              | Dimanche 18/09 - 16h00 |
| (D2D)    | AJ Ligne Bambous    | 1-2         | Cambuston FC       | (D3D)    | Stade Ligne des Bambous, Saint-Pierre       | Dimanche 18/09 - 16h00 |
| (D2D)    | AFC Saint-Laurent   | 2-1         | FC Ligne Paradis   | (D2R)    | Stade Youri-Gagarine, La Possession         | Dimanche 18/09 - 16h00 |
| (D2R)    | AJS Ouest           | 6-0         | Cilaos FC          | (D2D)    | Stade Souprayenmesrty, Saint-Paul           | Dimanche 18/09 - 16h00 |
| (D3D)    | AJS Ravinoise       | 0-1         | US Tevelave        | (D3D)    | Stade Tan-Rouge, Saint-Paul                 | Dimanche 18/09 - 16h00 |
| (D3D)    | ASM Bras-Fusil      | 2-3         | SS Jeanne d'Arc    | (D1R)    | Stade Jean-Allane, Saint-Benoît             | Dimanche 18/09 - 16h00 |
| (D1R)    | AS Excelsior        | 11-0        | AS Guillaume       | (D2D)    | Stade Raphaël-Babet, Saint-Joseph           | Dimanche 2/10 - 16h00  |
| (D1R)    | AS Marsouins        | 1-0         | Trois-Bassins FC   | (D1P)    | Stade municipal Christol Marivan, Saint-Leu | Samedi 8/10 - 20h00    |
| (D1R)    | SS Saint-Louisienne | 1-0         | AS Capricorne      | (D1R)    | Stade Théophile Hoarau, Saint-Louis         | Samedi 8/10 - 20h00    |
| (D2D)    | Jean-Petit FC       | 2-1         | JS Bellemène 2007  | (D2D)    | Stade Jean-Benoît Duchemann, Saint-Joseph   | Dimanche 9/10 - 15h30  |
| (D1R)    | RC Saint-Benoît     | 1-0         | AF Saint-Louis     | (D2R)    | Stade Jean-Allane, Saint-Benoît             | Mercredi 19/10 - 20h30 |
| (D1R)    | AS Sainte-Suzanne   | 5-1         | AJS Saint Denis    | (D3D)    | Stade Georges-Repiquet, Sainte-Suzanne      | Vendredi 21/10 - 20h30 |
| (D2D)    | US Bellemène Canot  | 2-1         | AD Vincendo Sport  | (D2D)    | Stade Jean-Luc Natio, Saint-Paul            | Samedi 22/10 - 20h00   |
| (D2D)    | ASC Grands Bois     | 4-0         | FC Avirons         | (D1R)    | Stade Maurice Gonneville, Grands Bois       | Dimanche 23/10 - 16h00 |
| (D2D)    | La Tamponnaise      | 0-1         | JS Saint-Pierroise | (D1R)    | Stade Klébert Picard, Le Tampon             | Mercredi 22/11 - 20h30 |

## Seizièmes de finale
| Division | Club                | Résultat    | Club               | Division | Lieu                                   | Date, heure            |
| -------- | ------------------- | ----------- | ------------------ | -------- | -------------------------------------- | ---------------------- |
| (D1R)    | Saint-Denis FC      | 1-0         | AFC Halte là       | (D2R)    | Stade Jean-Ivoula, Saint-Denis         | Mercredi 9/11 - 20h30  |
| (D2D)    | FC Parfin           | 1-0         | US Bellemène Canot | (D1P)    | Stade Soune-Seyne, Saint-André         | Jeudi 10/11 - 20h00    |
| (D1R)    | SDEFA               | 2-1         | CS Saint-Gilles    | (D2D)    | Stade de la Redoute, Saint-Denis       | Jeudi 10/11 - 20h00    |
| (D2D)    | ACS Redoute         | 0-5         | AJ Petite-Île      | (D1R)    | Stade de la Redoute, Saint-Denis       | Samedi 12/11 - 20h00   |
| (D1R)    | AS Sainte-Suzanne   | 2-1         | FC Bagatelle       | (D2R)    | Stade Georges-Repiquet, Sainte-Suzanne | Samedi 12/11 - 20h00   |
| (D2D)    | AFC Saint-Laurent   | 2-2, 1-3tab | JCV Saint-Pierre   | (D2R)    | Stade Youri-Gagarine, La Possession    | Samedi 12/11 - 20h00   |
| (D1R)    | SS Jeanne d'Arc     | 3-1         | ASC Grands-Bois    | (D2R)    | Stade Lambrakis, Le Port               | Samedi 12/11 - 20h00   |
| (D1R)    | JS Piton Saint-Leu  | 1-0         | CO Saint-Pierre    | (D2R)    | Stade Saint-Leu, Saint-Leu             | Samedi 12/11 - 20h00   |
| (D1R)    | SS Saint-Louisienne | 4-1         | ASC Corbeil        | (D2D)    | Stade Théophile-Hoarau, Saint-Louis    | Samedi 12/11 - 20h00   |
| (D2D)    | Jean-Petit FC       | 2-0         | US Tevelave        | (D3D)    | Stade Raphaël-Babet, Saint-Joseph      | Samedi 12/11 - 20h00   |
| (D2R)    | AS Saint-Philippe   | 2-1 ap      | FC Ylang           | (D3D)    | Stade Mandanne Turpin, Saint-Philippe  | Samedi 12/11 - 20h00   |
| (D3D)    | Cambuston FC        | 0-5         | RC Saint-Benoît    | (D1R)    | Stade Baby-Larivière, Saint-André      | Samedi 12/11 - 20h00   |
| (D1R)    | US Sainte-Marienne  | 2-1         | AJS Ouest          | (D2R)    | Stade Duparc, Sainte-Marie             | Samedi 12/11 - 20h00   |
| (D2D)    | JS Bras Creux       | 0-2         | AS Marsouins       | (D1R)    | Stade Klébert Picard, Le Tampon        | Samedi 12/11 - 20h00   |
| (D2D)    | ES Etang Salé       | 1-3         | JS Saint-Pierroise | (D1R)    | Stade Théophile-Hoarau, Saint-Louis    | Mercredi 15/02 - 20h00 |
| (D1P)    | AS Excelsior        | 7-0         | OCSA Léopards      | (D2R)    | Stade Raphaël-Babet, Saint-Joseph      | Mercredi 15/02 - 20h30 |

## Huitièmes de finale
Légende : (1) D1P, (2) D2R , (3) D2D
Programmes des rencontres
| Samedi 18 février 2017 | AS Marsouins (1) | 1 - 0   | (3) FC Parfin |                                                                          |                                                                          |
| 20h00                  | Icaze 66e        | (0 - 0) |               | Stade municipal Christol Marivan, Saint-Leu Arbitrage : Stéphane Sautron | Stade municipal Christol Marivan, Saint-Leu Arbitrage : Stéphane Sautron |

| Dimanche 19 février 2017 | AS Sainte-Suzanne (1) | 1 - 0   | (3) AFC Saint-Laurent |                                                                                    |                                                                                    |
| 16h00                    | Youssouf 85e          | (0 - 0) |                       | Stade Georges Repiquet, Sainte-Suzanne Spectateurs : 68 Arbitrage : Bruno Fontaine | Stade Georges Repiquet, Sainte-Suzanne Spectateurs : 68 Arbitrage : Bruno Fontaine |

| Mercredi 22 février 2017 | JS Piton Saint-Leu (1)                              | 4 - 0   | (2) AS Saint-Philippe |                                                           |                                                           |
| 20h30                    | Ornana 85e · Mailly 47e · Férard 52e · A.Bluker 69e | (1 - 0) |                       | Stade Paulo-Brabant, Les Avirons Arbitrage : Steeve Dubec | Stade Paulo-Brabant, Les Avirons Arbitrage : Steeve Dubec |

| Samedi 25 février 2017 | RC Saint-Benoît (1)                     | 3 - 2 a. p. | (1) AS Excelsior      |                                                                |                                                                |
| 20h00                  | Biakolo 11e · Arive 102e · A.Boyer 109e | (1 - 1)     | El-Madaghri 24e, 103e | Stade Jean-Allane, Saint-Benoît Arbitrage : Fabrice Commandant | Stade Jean-Allane, Saint-Benoît Arbitrage : Fabrice Commandant |

| Samedi 25 février 2017 | SS Jeanne d'Arc (1)       | 2 - 2 2 - 1 t. a. b. | (1) US Sainte-Marienne  |                                                      |                                                      |
| 20h00                  | Lagourde 11e · Permal 27e | (2 - 1)              | Yvan 20e · Gladyson 84e | Stade Lambrakis, Le Port Arbitrage : Frédéric Bureau | Stade Lambrakis, Le Port Arbitrage : Frédéric Bureau |
| 20h00                  | Tirs au but 2 - 1         |                      |                         | Stade Lambrakis, Le Port Arbitrage : Frédéric Bureau | Stade Lambrakis, Le Port Arbitrage : Frédéric Bureau |

| Samedi 25 février 2017 | JS Saint-Pierroise (1)                                                                   | 8 - 0   | (3) Jean-Petit FC |                                                                              |                                                                              |
| 20h00                  | Loricourt 17e, 27e, 31e · Ponti 46e(pen) , 74e · Fontaine 52e · Bador 64e · Vardapin 88e | (3 - 0) |                   | Stade Michel-Volnay, Saint-Pierre Spectateurs : 210 Arbitrage : Thierry Juan | Stade Michel-Volnay, Saint-Pierre Spectateurs : 210 Arbitrage : Thierry Juan |

| Dimanche 26 février 2017 | AJ Petite-Île (1)                  | 2 - 1   | (1) SS Saint-Louisienne |                                                                          |                                                                          |
| 15h30                    | Volnay 32e(pen) · Dorilas 82e(pen) | (1 - 0) | Zadi 54e(pen)           | Stade Gaby-Folio, Petite-Île Spectateurs : 130 Arbitrage : Marius Quenet | Stade Gaby-Folio, Petite-Île Spectateurs : 130 Arbitrage : Marius Quenet |

| Dimanche 26 février 2017 | SDEFA (1)   | 1 - 0 a. p. | (1) Saint-Denis FC |                                                         |                                                         |
| 16h00                    | Morney 110e | (0 - 0)     |                    | Stade Jean-Ivoula, Saint-Denis Arbitrage : Eric Chassan | Stade Jean-Ivoula, Saint-Denis Arbitrage : Eric Chassan |

## Quarts de finale
Légende : (1) D1P
Programmes des rencontres
| Mercredi 29 mars 2017 | AS Sainte-Suzanne (1)              | 3-0   | (1) RC Saint-Benoît |                                                            |                                                            |
| 20h30                 | N'Suki 71e · Turpin 79e · Boya 86e | (0-0) |                     | Stade Baby-Larivière, Saint-André Arbitrage : Steeve Dubec | Stade Baby-Larivière, Saint-André Arbitrage : Steeve Dubec |

| Mercredi 29 mars 2017 | SS Jeanne d'Arc (1) | 1-1 4-1 t. a. b. | (1) SDEFA  |                                                                        |                                                                        |
| 20h30                 | Chelbon 55e         | (0-0)            | 50e Martin | Stade municipal Christol Marivan, Saint-Leu Arbitrage : Bruno Fontaine | Stade municipal Christol Marivan, Saint-Leu Arbitrage : Bruno Fontaine |
| 20h30                 | Tirs au but 4-1     |                  |            | Stade municipal Christol Marivan, Saint-Leu Arbitrage : Bruno Fontaine | Stade municipal Christol Marivan, Saint-Leu Arbitrage : Bruno Fontaine |

| Mercredi 29 mars 2017 | AJ Petite-Île (1)         | 2-1 ap | (1) JS Saint-Pierroise |                                                                  |                                                                  |
| 20h30                 | Ragos 116e · Dorilas 118e | (0-0)  | 120e Grosset           | Stade Théophile Hoarau, Saint-Louis Arbitrage : Stéphane Sautron | Stade Théophile Hoarau, Saint-Louis Arbitrage : Stéphane Sautron |

| Mercredi 29 mars 2017 | JS Piton Saint-Leu (1) | 0-3   | (1) AS Marsouins                     |                                                                |                                                                |
| 20h30                 |                        | (0-1) | 25e Moriscot · 83e Adda · 90+1e Digo | Stade Youri-Gagarine, La Possession Arbitrage : Didier Ringuin | Stade Youri-Gagarine, La Possession Arbitrage : Didier Ringuin |

## Demi-finales
Légende : (1) D1R
Programmes des rencontres
| Dimanche 23 avril 2017 | AS Sainte-Suzanne (1) | 2 - 1 a. p. | (1) SS Jeanne d'Arc |                                                                                     |                                                                                     |
| 15h30                  | N'Suki 89e (pen ) 97e | (0 - 0)     | Rogin 68e           | Stade Paul-Julius-Bénard, Saint-Paul Spectateurs : 953 Arbitrage : Frédéric Ferrère | Stade Paul-Julius-Bénard, Saint-Paul Spectateurs : 953 Arbitrage : Frédéric Ferrère |

| Dimanche 23 avril 2017 | AJ Petite-Île (1) | 0 - 1 a. p. | (1) AS Marsouins |                                                                               |                                                                               |
| 15h00                  |                   | (0 - 0)     | Adda 105e        | Stade Michel Volnay, Saint-Pierre Spectateurs : 449 Arbitrage : Marius Quenet | Stade Michel Volnay, Saint-Pierre Spectateurs : 449 Arbitrage : Marius Quenet |

## Finale
Légende : (1) D1R
| Dimanche 30 avril 2017 | AS Marsouins (1)         | 1 - 1 3 - 5 t. a. b. | (1) AS Sainte-Suzanne              |                                                                                    |                                                                                    |
| 15h15                  | Sully Cerveaux 16e       | (0 - 1)              | Loïc Myrthe 58e                    | Stade Michel Volnay, Saint-Pierre Spectateurs : 998 Arbitrage : Fabrice Commandant | Stade Michel Volnay, Saint-Pierre Spectateurs : 998 Arbitrage : Fabrice Commandant |
| 15h15                  | Myrthe Phejar Zamy Lebon | Tirs au but 3 - 5    | N'Suki Nirlo Morel Youssouf Claire | Stade Michel Volnay, Saint-Pierre Spectateurs : 998 Arbitrage : Fabrice Commandant | Stade Michel Volnay, Saint-Pierre Spectateurs : 998 Arbitrage : Fabrice Commandant |

## Sources
- (fr) Site de la LRF (Ligue Réunionnaise de Football)